# Odruch Heringa-Breuera
Odruch Heringa-Breuera – odruch z wolno adaptujących receptorów SAR (Slow Adapting Receptors, zwane także receptorami inflacyjnymi), znajdujących się w mięśniówce gładkiej tchawicy i dużych oskrzeli, pobudzany przez rozciągnięcie płuc. Hamuje ośrodek wdechowy i pobudza wydechowy. Wpływa na ruchy oddechowe.

## Mechanizm
Rozciągnięcie tkanki płucnej podczas wdechu powoduje pobudzenie obecnych w niej mechanoreceptorów SAR. Następnie informacja jest przekazywana nerwem błędnym do neuronów wdechowych rdzenia przedłużonego. Dochodzi do skrócenia wdechu i inicjowania wydechu co prowadzi do zmniejszenia objętości płuc i hamowania pobudzenia mechanoreceptorów. Neurony wdechowe powracają do aktywności. Następuje wdech. 

## Kontrola
Odruch kontrolowany jest na zasadzie ujemnego sprzężenia zwrotnego. Reguluje on intensywność wdechu, czas trwania wdechu, zapobiega nadmiernemu rozciąganiu tkanki płucnej.

## Nazwa
Odruch został nazwany na cześć jego odkrywców – Josefa Breuera i Ewalda Heringa.